# Stazione di Selinunte
La stazione di Selinunte è stata una stazione ferroviaria posta lungo la ex linea ferroviaria a scartamento ridotto Castelvetrano-Porto Empedocle chiusa nel 1986, era a servizio di Marinella di Selinunte.

## Storia
La stazione venne inaugurata nel 20 giugno 1910 insieme alla tratta Castelvetrano-Selinunte rimase stazione di testa per quattro anni. 21 febbraio 1914 venne aperta il tratto Selinunte-Sciacca. Nel 1986 la stazione cessò il suo funzionamento insieme alla tratta Castelvetrano-Sciacca.

## Strutture e impianti
La stazione era composta da un fabbricato viaggiatori, un magazzino merci e due Case Cantoniere Doppie a presidio dei due ingressi alla stazione. 
Il fascio binari era composto dal binario di corretto tracciato (il binario 2), un binario di incrocio (il binario 1) e da un tronchino di servizio al magazzino, dal quale a sua volta si staccava un altro binario, soppresso prima della fine del servizio sulla linea, che serviva il piazzale per le merci. 
La stazione era anche dotata di rifornitore idrico, tuttora esistente, per le locomotive a vapore.

## Stato attuale

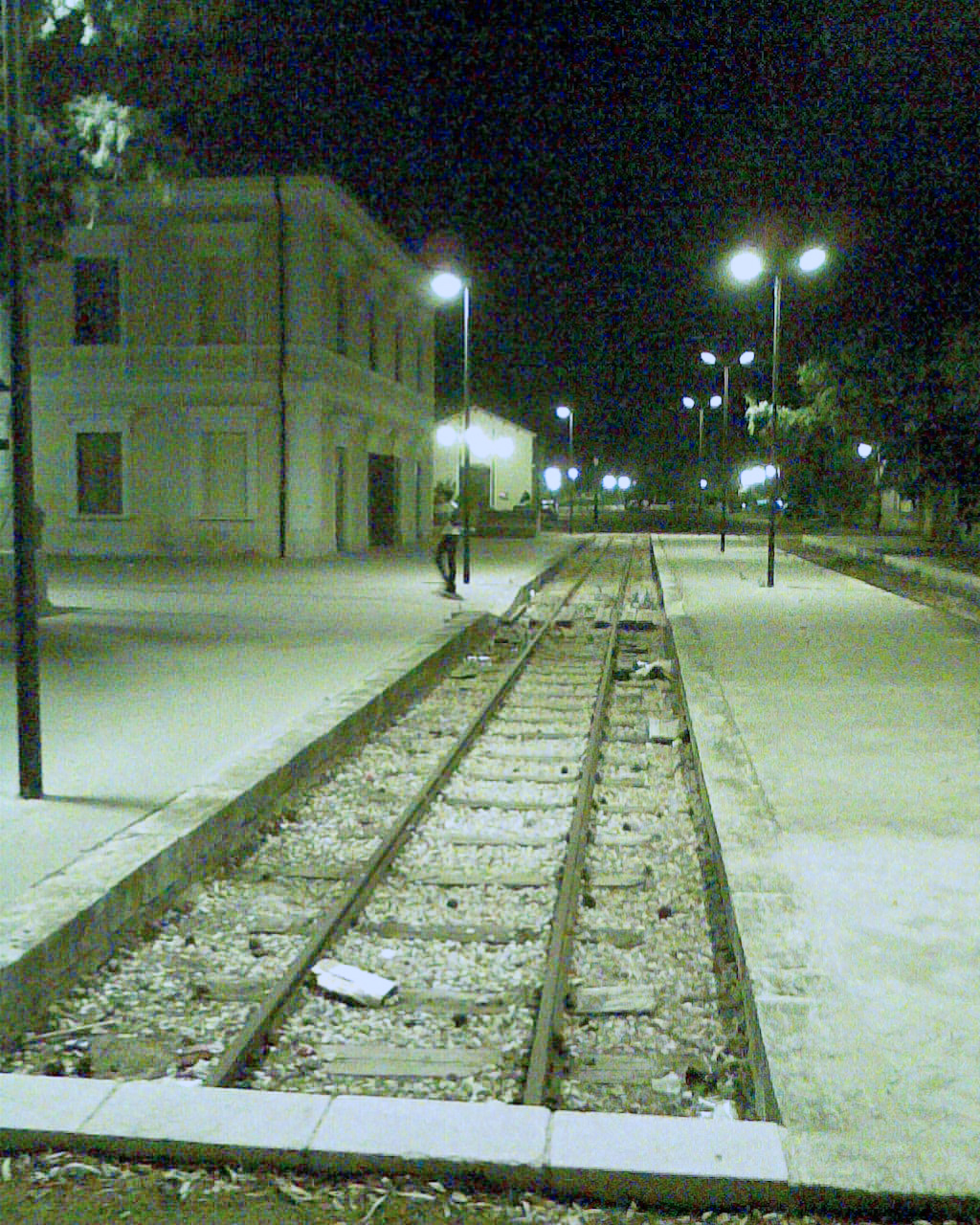
La stazione nel 2008

Gli edifici elencati sono tuttora presenti e in eccellente stato di conservazione.
Il fabbricato della stazione è stato dato da qualche anno in locazione, insieme all’area del piazzale, dal Comune di Castelvetrano e ristrutturato come B&B. In alcuni locali è ospitato il Centro Internazionale dell’Itinerario Culturale Europeo gestito dall’Associazione "La Rotta dei Fenici".
il Magazzino Merci ospita un punto di ristoro.
Le due Case Cantoniere Doppie sono state vendute a privati che hanno mantenuto le caratteristiche originarie degli edifici.
Il piazzale risulta per la gran parte pavimentato, ma sono stati lasciati scoperti due tronchi di binario a ricordo della ex-ferrovia. 
Sul piazzale, lato Castelvetrano, è stato creato un posteggio il cui piano stradale coincide con il piano delle banchine ferroviarie.
Dal lato Porto Empedocle, in uscita dalla stazione il rilevato della ferrovia è stato rimosso per venire incontro all’attuale assetto urbanistico.

## Galleria d'immagini

Automotrice RALn 60 con rimorchio RDLn 32 ferma alla stazione
Treni formati da automotrici RALn 60 fermi in stazione per un incrocio
Automotrice RALn 60.20 in partenza dalla stazione in direzione Sciacca
L'ultimo treno in sosta nella stazione nell'ultimo giorno di servizio